# ريتة

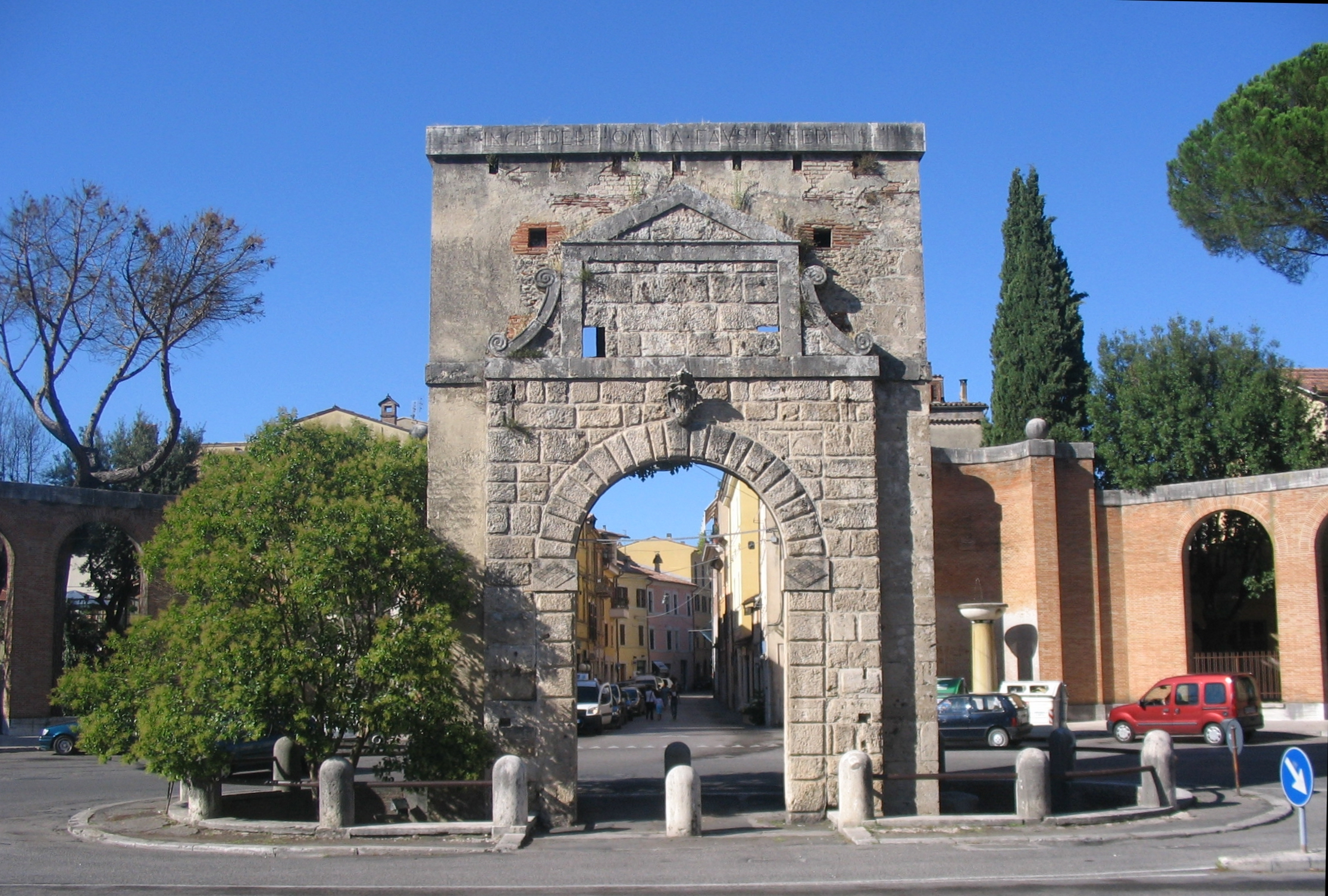
البوابة الرومانية

رِيتة أو ريتي أو (نقحرة: رييتي) (بالإيطالية: Rieti) مدينة وسط إيطاليا في إقليم لاتسيو، عاصمة مقاطعة ريتة، تبعد عن روما 80 كم شمال شرقها، تقع أعلى هضبة صغيرة محاطة بالسهول، عدد سكانها 46.834 نسمة.

## السكان
في سنة 1861 بلغ عدد السكان 17٬446 نسمة، وتطور العدد ليصل في سنة 2011 لـ 46٬187 نسمة.
يظهر هذا المخطط البياني تطور النمو السكاني لـ رِيتة

## التاريخ

### العصر القديم
كانت رياتي (Reate) أصلا موقعا رئيسيا لشعب للسابينيين. بعد الغزو الروماني، والذي قام به كوريوس دنتاتوس أواخر القرن الثالث قبل الميلاد، وصارت القرية نقطة إستراتيجية في شبكة الطرق الإيطاليقية المبكرة، مسيطرةً على طريق «الملح» (طريق سالاريا) الرابط بين روما والبحر الأدرياتي عبر الجبال الأبينيني.
و قام كوريوس دنتاتوس بتصريف مياه البحيرة في نهر نيرا من خلال قطع عميق في الحجر الجيري عند الطرف الشمالي من الوادي. فتحولت المنطقة الواسعة التي كانت تحتلها البحيرة إلى سهل خصيب، وقسمت الأراضي من قبل المسّاحين إلى حصص مربعة على شكل شبكة منتظم. والبلدة نفسها أعيد تأسيسها على أُسس متعامدة المحاور، كما حُصنت بأسوار قوية محيطة بها. وأنشئ جسر حجري عبر نهر فيلينو، وشيد جسر عظيم يؤدي بالناس والعربات من طريق سالاريا إلى الباب الجنوبي للمدينة.
استحقت رياتي الرومانية تنويهات عديدة في الأدب اللاتيني لازدهار أرضها ولقيمتها الثمينة ولبعض خصائص محيطها المميزة، كالمنتزهات والتجويفات تحت سطح الأرض. روى شيشرون قصة التقاضي بين رياتي وانترامنا بشأن بحيرة الصرف، وأشار إلى منازل الريف التي يملكها صديقه أكسيوس في السهل.

### العصور الوسطى
عانت ريتة من تدمير البرابرة بعد سقوط الإمبراطورية الرومانية الغربية، ولكنها ظلت غاستالداتو مهما أثناء سيطرة لومبارديين كجزء من دوقية سبوليتو. وتحت حكم الفرنجة كانت عاصمة كونتية. فتحها المسلمون في القرنين التاسع والعاشر، ثم استولى عليها ملك النورمان رودجيرو الثاني ملك صقلية 1149.
أُعيد بناء المدينة بفضل مساعدة البلدية الرومانية، وفي عام 1198 صارت بلدية ذات توجه غويلفي ببودستا خاص بها.
باعتبارها مقراً بابوياً مفضلاً، شهدت ريتة أحداث تاريخية هامة: زواج كونستانس بالوكالة من الإمبراطور هنري السادس (1185)؛ وفي كاتدرائيها عام 1289 توج كارلو الأول ملكا على بوليا وصقلية والقدس من قبل البابا نيقولاس الأول. احتفل البابا غريغوريوس التاسع هنا تطويب القديس دومينيكو (1234).

### أواخر العصور الوسطى والعصر الحديث
بعد أن نُقل مقر البابوية إلى أفينيون، استولى ملك نابولي على ريتة، في حين بدأ الصراع الداخلي بين الغيبلينيين والغويفليين. استعادها الكاردينال ألبورنوس في عام 1354، ولاحقا صارت إقطاعية لآل ألفاني ضمن الولايات البابوية. تم تخفيف المزيد من السهول المحيطة في القرن التالي، ولكن هذا أدى إلى الخلاف مع مدينة تيرني.
كانت ريتة كانت عاصمة مقاطعة في الدولة البابوية من عام 1816 حتى 1860. بعد توحيد إيطاليا، كانت في البداية جزءا من إقليم أبروتسو، ثم ضمت إلى إقليم لاتسيو عام 1923. وأصبحت عاصمة مقاطعة في 2 يناير سنة 1923.

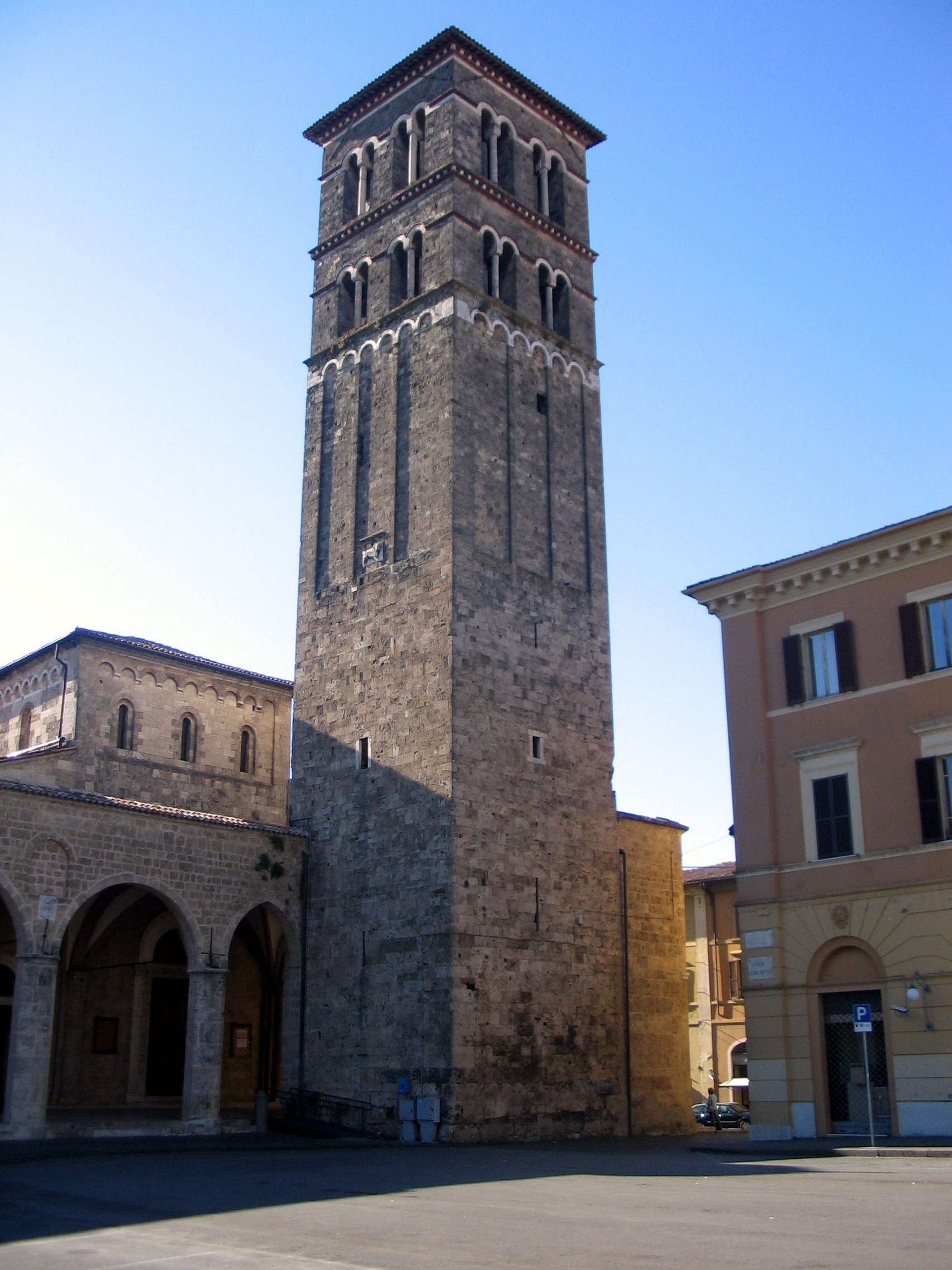
تعليق
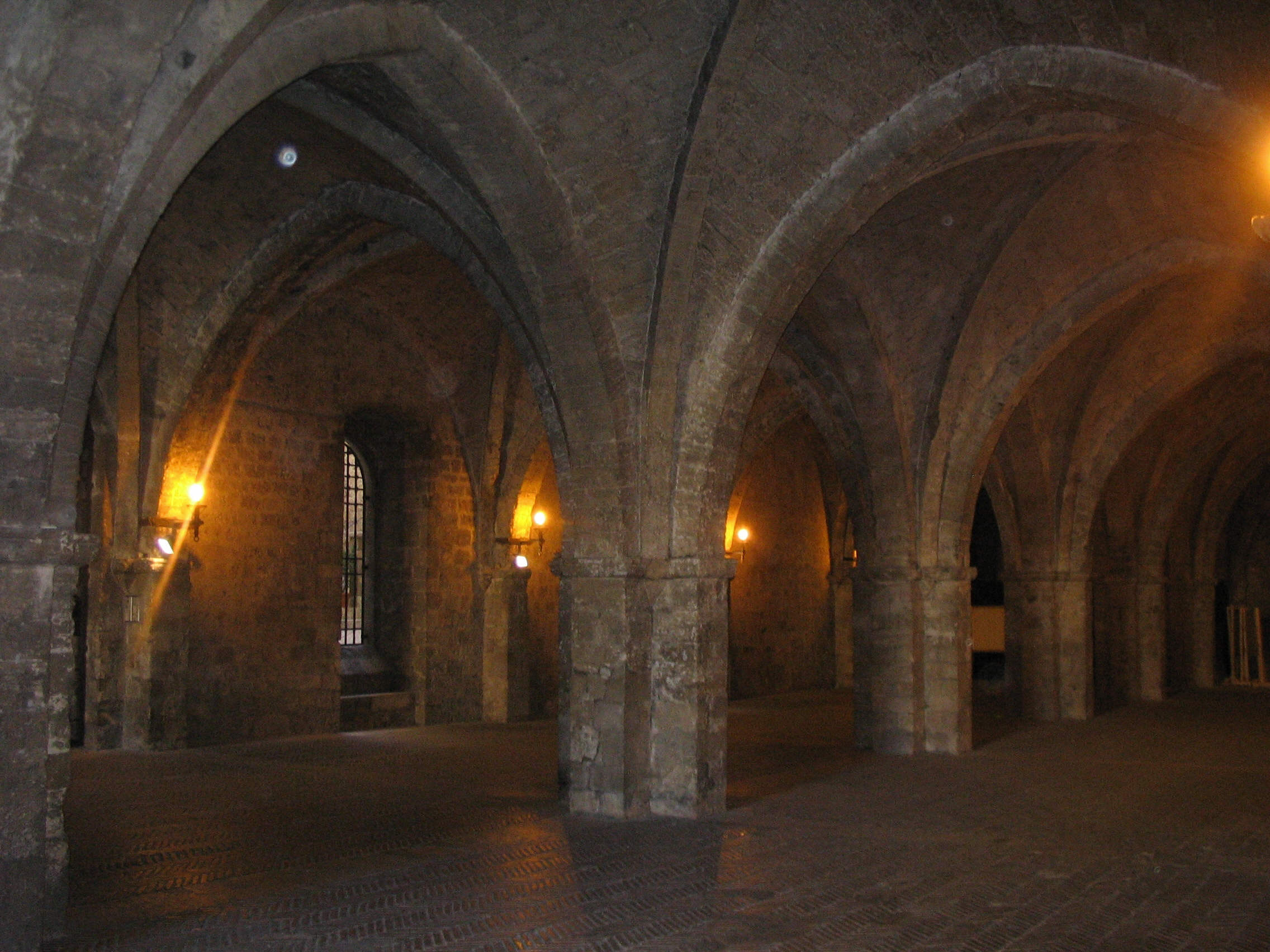
تعليق
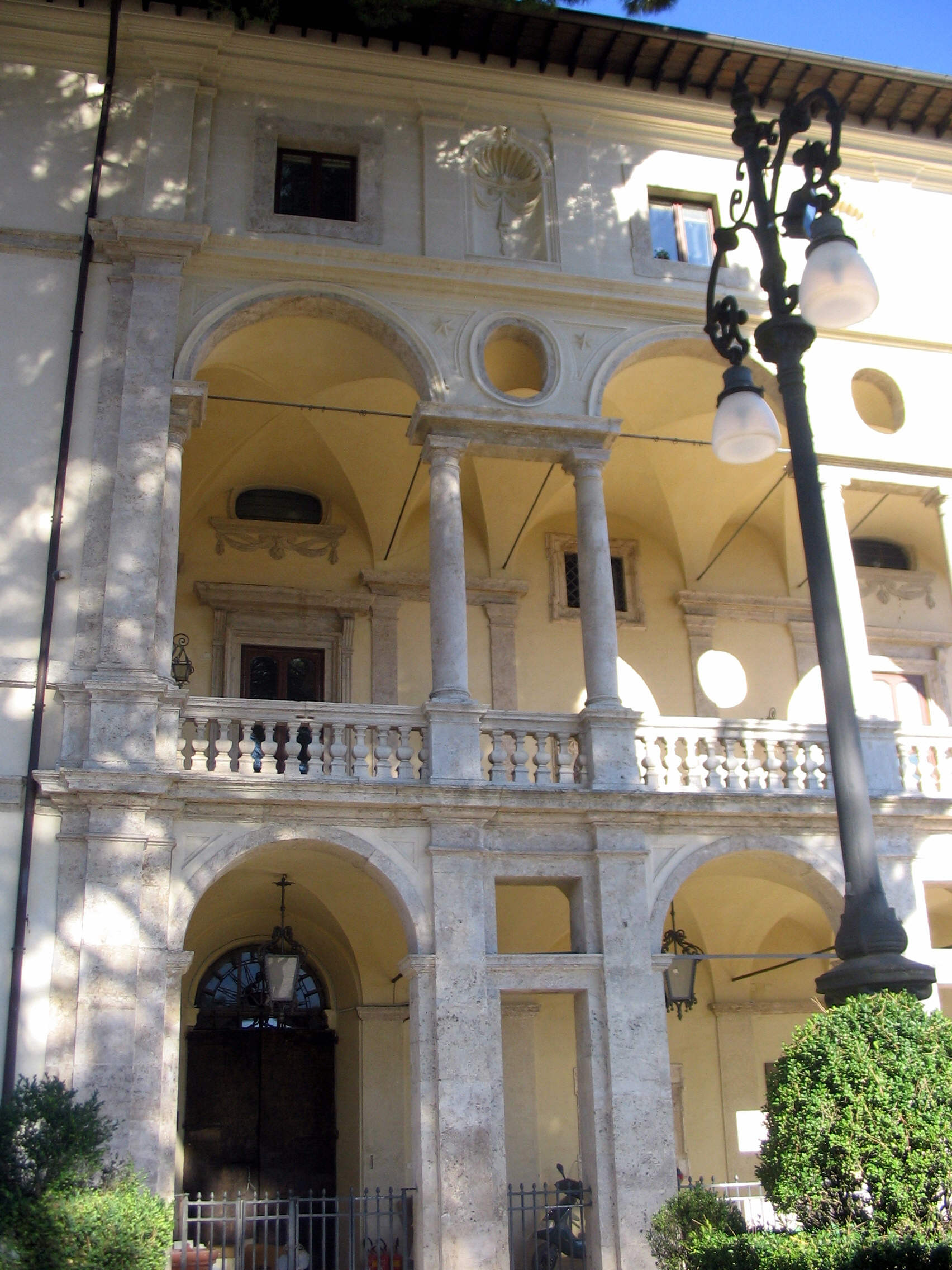
تعليق